# Trước ngữ
Trước ngữ (zh. 著語, ja. jakugo) có thể hiểu là " lời nói đưa xen vào", chỉ một câu nói hùng dũng, một lời thốt lên hồn nhiên biểu hiện sự ngộ nhập thâm sâu yếu chỉ của một Công án hoặc các thành phần của nó.Trong những tập công án như Bích nham lục, người ta có thể tìm thấy những trước ngữ của Thiền sư Tuyết Đậu Trọng Hiển và Viên Ngộ Khắc Cần. Những trước ngữ này chính là những lời bình xen vào giữa các công án.
Ví dụ sau được trích từ Bích nham lục, công án 4 với tên "Đức Sơn mắc áo vấn đáp":
Đức Sơn Tuyên Giám đến Quy Sơn Linh Hựu, mắc áo trên pháp đường, từ phía Đông đi qua phía Tây, từ phía Tây đi qua phía Đông, nhìn xem, nói: Không! Không! Liền đi ra.
Tuyết Đậu trước ngữ: Khám phá xong.
Viên Ngộ: Lầm! Quả nhiên! Điểm!….
Từ thời Thiền sư Bạch Ẩn Huệ Hạc đến bây giờ, các thiền sinh Nhật Bản thường phải trình bày thêm một hoặc vài trước ngữ song song với câu "Giải đáp" cho công án để minh bạch thêm sự thấu rõ xuyên suốt của mình. Các trước ngữ này thường được trình dưới dạng văn vần (thi hoá) và thiền sinh không nhất thiết là phải tự làm mà có thể trích từ các nguồn tài liệu khác, ngay cả những nguồn tài liệu văn hoá thế tục.